# Alpha and Omega
Alpha and Omega  è un film d'animazione del 2010 diretto da Anthony Bell e Ben Gluck.
Nella versione originale si avvale delle voci di Justin Long, Hayden Panettiere, Dennis Hopper (al quale questo film è dedicato), Danny Glover e Christina Ricci.
Il film, di produzione statunitense, sviluppato in grafica computerizzata, è uscito il 17 settembre 2010 nelle sale statunitensi, mentre in Italia è uscito direttamente in DVD il 26 ottobre 2011.

## Trama
Kate e Humphrey sono due lupi appartenenti ad uno dei due branchi nel "Jasper National Park" in Canada, ma agli estremi opposti di ordine sociale. Kate è la figlia del maschio Alfa del branco ovest, Winston, e sta per prendere il posto del padre. Humphrey è un lupo Omega, pieno di fantasie che passa le sue giornate divertendosi con i suoi amici. Humpherey è anche un vecchio amico di Kate, e nonostante il suo basso rango nel branco, è segretamente innamorato di lei sin da cucciolo, amore vietato dalle leggi dei lupi. I due branchi si contendono lo stesso territorio, l'unico ancora provvisto di caribù, così Winston si mette d'accordo con Tony, il lupo Alfa del branco est, di unire i branchi con il matrimonio tra Kate e il figlio di Tony, Garth (anch'esso un Alfa). Ma quando una notte Kate e Humphrey vengono catturati e trasferiti dai ranger del parco si ritrovano in un territorio sconosciuto, Tony prende la faccenda come un rifiuto da parte di Winston di unire i due branchi e decide di prendere il territorio con la forza. Per sopravvivere e tornare a casa, Kate e Humphrey dovranno vincere l'istinto e mettere da parte le rivalità, ed affrontare insieme la difficile situazione.
Con il passare del tempo, e dopo aver vissuto parecchie disavventure durante il viaggio di ritorno, Kate e Humphrey infine dichiarano il loro amore che nascondevano fin dalla fanciullezza, così come anche Lilly (sorella di Kate) e Garth si innamorano. Riescono, infine, a far finire le rivalità dei branchi e a mettersi finalmente assieme, rompendo la tradizione che così lascia anche Lilly e Garth liberi di decidere.

## Produzione
La produzione del film ha avuto luogo a Los Angeles.

## Sequel
nel 2013, è uscito il seguito: Alpha and Omega - Lupi all'avventura e nel 2014 Alpha and Omega - Le olimpiadi invernali dei lupi entrambi in dvd il 26 agosto 2015 in italia. mentre nel 2014, è uscito Alpha and Omega - La leggenda del fantasma della caverna e nel 2015 Alpha And Omega - Vacanze in famiglia entrambi in dvd il 2 dicembre 2015 in italia. nel 2016 sono usciti altri due film Alpha and Omega - Il ritorno dei dinosauri e Alpha and Omega - Il grande freddo, trasmessi in prima tv il 26 marzo e il 2 aprile 2017 su Boomerang e nel 2017 è uscito l'ottavo ed ultimo film Alpha and Omega - Viaggio nel regno degli orsi trasmesso in prima tv l'8 dicembre 2017 su Cartoonito.